# Сиренко, Владислав Геннадьевич
Владислав Геннадьевич Сиренко (нем. Vladyslav Sirenko; род. 7 февраля 1995, Киев) — украинский боксёр-профессионал, выступающий в тяжёлой весовой категории. Бронзовый призёр чемпионата Украины (2014), серебряный призёр молодёжного чемпионата Европы (2013), победитель Кубка Украины среди молодёжи (2013) в любителях. Среди профессионалов действующий чемпион Азиатско-Тихоокеанского региона по версии WBO Asia Pacific (2021—н. в.). Бывший чемпион чемпион Азии по версии WBC ABCO (2020—2025) и бывший чемпион Евразии по версии EBP (2019—2021), чемпион по версии WBF International (2018) и интернациональный чемпион Германии по версии BDB (2019) в тяжёлом весе.
Лучшая позиция по рейтингу BoxRec — 29-я (сентябрь 2021), и является 7-м среди украинских боксёров тяжёлой весовой категории, по рейтингам основных международных боксёрских организаций занимает: 14-ю строчку рейтинга WBO, — уверенно входя в ТОП-90 лучших тяжеловесов мира.

## Биография
Владислав Сиренко родился 7 февраля 1995 года в городе Киев на Украине, и большую часть жизни прожил в массиве Радужный города Киева.

## Любительская карьера
Спортом начал заниматься с 10 лет. Сначала был в футбольной команде ДЮСШ-14, затем в 15 лет стал заниматься кикбоксингом, а уже через год перешёл в бокс — где начал заниматься под руководством Виктора Сидоренко, а затем Владимира Богатыренко. В любительском боксе Владислав провёл более 200 боёв.
В 2012 году стал победителем на молодежном чемпионате Украины во Львове и попал в сборную Украины по боксу. В ноябре того же года поехал на молодежный чемпионат мира в Ереване, но в первом же бою проиграл россиянину. А чемпионом мира среди молодёжи в весе свыше 91 кг тогда стал Хьюи Фьюри.
В 2013 году стал победителем Кубка Украины среди молодёжи. И в августе 2013 года в Роттердаме (Нидерланды) завоевал серебряную медаль на молодёжном чемпионате Европы, в конкурентном финальном бою проиграв по очкам россиянину Хожиакбару Мамакову.
В сентябре 2014 года в родном Киеве, завоевал бронзу на своём первом взрослом чемпионате Украины.
В июне 2015 года принимал участие на I Европейских играх в Баку, но в первом же раунде соревнований проиграл по очкам (0:3) опытному грузинскому боксёру Михаилу Бахтидзе.
В апреле 2016 года выступил в полупрофессиональной лиге «Всемирная серия бокса» за команду «Украинские атаманы», но проиграл технических нокаутом в 5-м раунде опытному английскому боксёру Фрейзеру Кларку.

## Профессиональная карьера
В 2016 году несколько месяцев проживал и тренировался в США и Канаде ища промоутера для начала профессиональной карьеры, где познакомился с Эгисом Климасом — менеджером Усика и Ломаченко и вскоре стал спарринг-партнёром Александра Усика. Тогда он познакомился с тренером Владимира Кличко и Александра Усика — Джеймсом Али Баширом, который возлагает на него большие надежды. Сиренко также неоднократно был спарринг-партнёром в тренировочном лагере россиянина Александра Поветкина, в сентябре 2018 года помогая ему подготовиться к чемпионскому бою «Энтони Джошуа — Александр Поветкин», а в августе 2020 года помогая ему подготовиться к чемпионскому бою «Диллиан Уайт — Александр Поветкин».
В 2017—2018 годах Владислав Сиренко проживал и тренировался под руководством Джеймса Али Башира в Мейертоне (ЮАР), где спарринговал с южноафриканскими боксёрами, и в это время в ЮАР начал проводить профессиональные бои. Но в ноябре 2018 года он подписал контракт с немецкой промоутерской компанией Faecher Sport Management, после чего переехал на проживание в Карлсруэ (Германия) и теперь, по большей части, будет проводить свои бои в Европе.
26 мая 2017 года в Дурбане (ЮАР) провёл дебютный бой на профессиональном ринге, победив нокаутом в 1-м же раунде конголезца Эммануэля Мненги.
29 июня 2018 года Владислав одержал восьмую победу подряд на профессиональном ринге, в Кейптауне (ЮАР) техническим нокаутом в 1-м раунде победив конголезского боксёра Найфа Дидьё, и завоевал вакантный титул чемпиона по версии WBF International в тяжёлом весе.
13 декабря 2020 года в Киеве (Украина) единогласным решением судей (счёт: 98—93, 97—94, 96—95) победил соотечественника Константина Довбыщенко, и завоевал вакантный титул чемпиона Азии по версии WBC ABCO в тяжёлом весе.
12 июня 2021 в Киеве досрочно нокаутом в 4-м раунде победил опытного француза Невфеля Уата.
10 сентября 2021 года в Париже победил тяжелым нокаутом опытного 44-летнего ветерана Александра Устинова. Бой закончился в первом раунде после того как Устинов пропустил правый боковой и падая был добит парой точных ударов. Сиренко защитил титул чемпиона Азии по версии WBC.
16 декабря 2021 в Броварах (Украина) победил опасного джорнимэна Андрея Руденко который принял бой за 10 дней до встречи. Изначально планировалось, что Сиренко проведёт поединок против немецкого гейткипера Михаэля Валлиша, однако, он не смог выйти на бой из-за травмы. Бой двух украинцев проходил в невысоком темпе где лучше был молодой и лучше готовый Сиренко который нагружал оппонента джебами и периодически увесисто пробивал по корпусу. Руденко стремился на ближнюю, где частенько хватал Сиренко и шел головой вперед. Рефери в 3-м раунде вынес предупреждение, а в следующей трехминутке снял очко. После 5-го раунда Сиренко стал ещё более активен на ногах и держал оппонента на джебе. В 6-м раунде рефери внезапно вмешался и снял Руденко с боя тем самым досрочную победу одержал Сиренко.
5 марта 2024 года в Нэшвилле (Теннесси) должен был выйти на ринг после паузы в 2 с лишним года и провести бой против малоизвестного Деона Ронни Хайла. Соперник был арестован полицией перед выходом на ринг. Бой состоялся 2 апреля. Противостояние завершилось в третьем раунде. Сиренко пробил соперника апперкотом и пока тот шатался, успел добавить и боковой. Гейл взял колено и не поднялся до конца отсчета.
4 июня 2024 года в Нэшвилле (Теннеси, США) вышел против джорнимэна Кита Барра (21-16-1, 8 КО). Барр уступающий в габаритах старался держать Владислава на дистанции за счет джеба смещаясь на ногах с взрывными неточными сериями ударов. За минуту до конца у Сиренко проходит короткий левый и Барр оказывается в нокдауне. Во втором раунде картина повторилась, но нокдаун в середине раунда был от комбинации "голова - туловище". В третьем раунде Сиренко уже сам стал работать первым номером, Барр пару раз взорвался точной серией, но украинец ответил точной комбинацией "левый снизу правый снизу" и Барр оказался в третьем нокдауне, после добивания рефери отсчитал Барру ещё раз. 4-й раунд стал последним - Барр пропустил пусть и не тяжелую, но затяжную серию на ближней и взял колено. Рефери остановил бой.
29 августа 2024 года подписал промоутерский контракт с компанией Queensberry Promotions Фрэнка Уоррена сделав заявление, что с нетерпением ждет «в ближайшие годы принять участие в самых больших боях в дивизионе» и верит, что «Фрэнк и Джордж Уоррены и менеджер Кит Коннолли помогут с этим».
1 октября 2024 года нокаутировал американского джорнимена Брэндона Кармака (7-6-3, 4 КО). Кармак дал упорный бой, не отсиживался в защите часто атакую размашистыми  боковыми, но на ближней дистанции уступал украинцу. Нокаут наступил после левого хука Сиренко к которому он добавил правый боковой и левого снизу. Нокаут в 3-м раунде.
19 июля 2025 года в Лондоне (Англия) на стадионе «Уэмбли» в андеркарде боя Александр Усик - Дэниел Дюбуа встретился c британским тяжевелосом Соломоном Дакресом (9-1). Начало первого раунда осталось за Сиренко который навязал давление и агрессию сокращая дистанцию. Однако братинец смог подстроиться начав работать на опережение. Ближе к середине боя Сиренко всё ещё продолжал создавать давление, но британец выглядел лучше в движении. Точность ударов была за ним. Во второй половине боя оба устали, Сиренко начал снижать давление и комбинационную работу. Дакрес хоть и устал, но точность оставалась за ним. В последних раундах Дакрес смог разгромить Владислава силовыми ударами. Счёт боя: 99—91, 98—92 и 99—92 в пользу андердога Дакреса который к тому же вышел на коротком уведомлении. Compubox обнародовал статистику: украинец упревзошёл соперника в джебах (75-35). Соломон с огромным отрывом впереди по силовым (178-67) и общим  точным ударам (213-142). 

## Статистика профессиональных боёв
В таблице перечислены результаты всех поединков боксёров.
В каждой строке указан результат поединка. Дополнительно номер поединка обозначен цветом, который обозначает итог поединка. Расшифровка обозначений и цветов представлена в нижеследующей таблице.
| Пример | Расшифровка                     |
| ------ | ------------------------------- |
|        | Победа                          |
|        | Ничья                           |
|        | Поражение                       |
|        | Планируемый поединок            |
|        | Поединок признан несостоявшимся |
| КО     | Нокаут                          |
| ТКО    | Технический нокаут              |
| PTS    | Решение судей (по очкам)        |
| UD     | Единогласное решение судей      |
| MD     | Решение большинства судей       |
| SD     | Раздельное решение судей        |
| RTD    | Отказ от продолжения боя        |
| DQ     | Дисквалификация                 |
| NC     | Поединок признан несостоявшимся |

| 23 поединка, 22 победы (19 нокаутом), 1 поражение. | 23 поединка, 22 победы (19 нокаутом), 1 поражение. | 23 поединка, 22 победы (19 нокаутом), 1 поражение. | 23 поединка, 22 победы (19 нокаутом), 1 поражение. | 23 поединка, 22 победы (19 нокаутом), 1 поражение. | 23 поединка, 22 победы (19 нокаутом), 1 поражение. | 23 поединка, 22 победы (19 нокаутом), 1 поражение. |
| Бой                                                | Рекорд                                             | Дата боя                                           | Соперник                                           | Место проведения боя                               | Результат                                          | Дополнительно |
| -------------------------------------------------- | -------------------------------------------------- | -------------------------------------------------- | -------------------------------------------------- | -------------------------------------------------- | -------------------------------------------------- | --- |
| 22                                                 | 22-0                                               | 1 октября 2024                                     | Брэндон Кармак (7-5-3)                             | Texas Troubadour Theatre, Нашвилл, Теннесси, США   | TKO 4 (10), 0:27                                   | |
| 21                                                 | 21-0                                               | 4 июня 2024                                        | Кейт Барр (21-15-1)                                | Texas Troubadour Theatre, Нашвилл, Теннесси, США   | TKO 4 (6), 2:00                                    | Барр по разу в нокдаунах в 1-м, 2-м и 2 раза в 3-м раунде. |
| 20                                                 | 20-0                                               | 2 апреля 2024                                      | Деон Ронни Хейл (5-17-1)                           | Texas Troubadour Theatre, Нашвилл, Теннесси, США   | TKO 3 (10), 1:41                                   | С Хейла два раза снято очко в 3-м раунде за удержание соперника. |
| 19                                                 | 19-0                                               | 18 декабря 2021                                    | Андрей Руденко (34-5)                              | Ледовый Дворец «Терминал», Бровары, Украина        | TKO 6 (10)                                         | Завоевал титул чемпиона Азиатско-Тихоокеанского региона по версии WBO Asia Pacific и защитил титул чемпиона Азии по версии WBC ABC (2-я защита Сиренко) в тяжёлом весе. |
| 18                                                 | 18-0                                               | 10 сентября 2021                                   | Александр Устинов (36-4-1)                         | Ролан Гаррос, Париж, Франция                       | KO 1 (10)                                          | Защитил титул чемпиона Азии по версии WBC ABC (1-я защита Сиренко) в тяжёлом весе.                                                                                      |
| 17                                                 | 17-0                                               | 12 июня 2021                                       | Невфель Уата (18-3)                                | AKKO International, Киев, Украина                  | KO 4 (8), 0:50                                     | |
| 16                                                 | 16-0                                               | 6 марта 2021                                       | Камиль Соколовский (10-20-2)                       | AKKO International, Киев, Украина                  | UD 8                                               | Счёт: 80-72 (трижды). |
| 15                                                 | 15-0                                               | 13 декабря 2020                                    | Константин Довбыщенко (7-8-1)                      | Киностудия имени А. Довженко, Киев, Украина        | UD 10                                              | Счёт: 98-93, 97-94, 96-95. Завоевал вакантный титул чемпиона Азии по версии WBC ABC в тяжёлом весе.                                                                     |
| 14                                                 | 14-0                                               | 1 августа 2020                                     | Павел Кроленко (3-5)                               | Equides Club, Киев, Украина                        | RTD 4 (8), 3:00                                    | |
| 13                                                 | 13-0                                               | 11 октября 2019                                    | Иван Ди Берардино (9-1-1)                          | Карлсруэ, Баден-Вюртемберг, Германия               | TKO 1 (10), 2:59                                   | Завоевал вакантный титул чемпиона Евразии по версии EBP в тяжёлом весе.                                                                                                 |
| 12                                                 | 12-0                                               | 23 июня 2019                                       | Денис Бахтов (39-15)                               | Претория, Гаутенг, ЮАР                             | TKO 7 (8), 1:43                                    | |
| 11                                                 | 11-0                                               | 27 апреля 2019                                     | Леандро Даниэль Робутти (6-3)                      | Карлсруэ, Баден-Вюртемберг, Германия               | KO 1 (10), 2:01                                    | Завоевал вакантный титул интернационального чемпиона Германии по версии BDB в тяжёлом весе.                                                                             |
| 10                                                 | 10-0                                               | 15 декабря 2018                                    | Марсело Луис Насименто (18-17)                     | КВЦ «Парковый», Киев, Украина                      | KO 3 (8), 1:16                                     | |
| 9                                                  | 9-0                                                | 26 августа 2018                                    | Роки Каленга (10-2)                                | Претория, Гаутенг, ЮАР                             | TKO 1 (8), 2:11                                    | |
| 8                                                  | 8-0                                                | 29 июня 2018                                       | Найф Дидьё (6-3)                                   | Кейптаун, Западно-Капская провинция, ЮАР           | TKO 1 (10), 0:57                                   | Завоевал вакантный титул чемпиона по версии WBF International в тяжёлом весе.                                                                                           |
| 7                                                  | 7-0                                                | 25 мая 2018                                        | Алик Гогодо (4-1)                                  | Йоханнесбург, Гаутенг, ЮАР                         | TKO 1 (6)                                          | |
| 6                                                  | 6-0                                                | 16 марта 2018                                      | Ласло Тот (21-17)                                  | Hallmann Dome, Вена, Австрия                       | KO 1 (8), 2:30                                     | |
| 5                                                  | 5-0                                                | 23 февраля 2018                                    | Коллен Мавхундуце (0-0-1)                          | Фандербейлпарк, Гаутенг, ЮАР                       | KO 1 (4), 0:59                                     | |
| 4                                                  | 4-0                                                | 10 ноября 2017                                     | Террелл Джамал Вудс (13-37-7)                      | Хьюстон, Техас, США                                | UD 6                                               | Счёт: 60-54, 60-54, 60-54. |
| 3                                                  | 3-0                                                | 23 июня 2017                                       | Джани Кагура (дебют)                               | Кейптаун, Западно-Капская провинция, ЮАР           | KO 1 (4)                                           | |
| 2                                                  | 2-0                                                | 16 июня 2017                                       | Пето Капела (0-1)                                  | Йоханнесбург, Гаутенг, ЮАР                         | TKO 1 (4)                                          | |
| 1                                                  | 1-0                                                | 26 мая 2017                                        | Эммануэль Мненги (0-1)                             | Дурбан, Квазулу-Натал, ЮАР                         | KO 1 (4)                                           | Профессиональный дебют. |
| Бой                                                | Рекорд                                             | Дата боя                                           | Соперник                                           | Место проведения боя                               | Результат                                          | Дополнительно |